# Obratne, Huleaipole
Obratne (în ucraineană Обратне) este un sat în comuna Temîrivka din raionul Huleaipole, regiunea Zaporijjea, Ucraina.

## Demografie
Componența lingvistică a localității Obratne
     Ucraineană (91,89%)
     Rusă (8,11%)
Conform recensământului din 2001, majoritatea populației localității Obratne era vorbitoare de ucraineană (91,89%), existând în minoritate și vorbitori de rusă (8,11%).